# Cryphia petricolor
Cryphia petricolor là một loài bướm đêm trong họ Noctuidae.